# Solomon Haumono
Solomon Haumono (ur. 13 października 1975 w Auckland) – nowozelandzki bokser wagi ciężkiej, były rugbysta.

## Początki
Swoją przygodę ze sportem wyczynowym rozpoczął od rugby. Przez kilka sezonów grał w australijskiej lidze NRL.

## Kariera bokserska
Karierę bokserską rozpoczął dzięki ojcu, który był zawodowym mistrzem Australii w wadze ciężkiej. W latach 2000−2002 stoczył osiem walk, wszystkie kończąc przed czasem na swoją korzyść. Przez krótki czas piastował tytuł mistrza Australii i Nowej Walii, jednak szybko zrzekł się pasa i postanowił kontynuować karierę w rugby, odrzucając tym samym propozycję dołączenia do stajni Dona Kinga.
Jego rozstanie z boksem trwało pięć lat. Kolejny zawodowy pojedynek stoczył dopiero w 2007 roku, zwyciężając przez nokaut w pierwszej rundzie. Po tej walce rozpoczął treningi pod okiem Johnny’ego Lewisa. Niedługo później wygrał kolejne dziewięć walk, zaledwie jedną remisując. Porażki doznał dopiero w 2009 roku, ulegając na punkty Justinowi Whiteheadowi.
31 grudnia 2012 roku, gdy jego rekord wynosił 19-1-2, pojechał do Japonii na walkę z Kyotaro Fujimoto (5-0, 3 KO). Stawką pojedynku był tytuł OPBF wagi ciężkiej. Zwyciężył przed czasem w piątej rundzie.
21 lipca 2016 roku w Christchurch zmierzył się z późniejszym mistrzem świata wagi ciężkiej, Josephem Parkerem (19-0, 16 KO). Stawką walki były tytuły OPBF i WBO Oriental wagi ciężkiej. Przegrał przed czasem w czwartej rundzie.
24 czerwca 2017 roku w gdańskiej Ergo Arenie podczas kolejnej edycji gali Polsat Boxing Night zmierzył się z Tomaszem Adamkiem (50-5, 30 KO). Przegrał wyraźnie na punkty (91-99, 91-99, 90-100).